# 800 balas
800 balas es la sexta película del director español Álex de la Iglesia. Protagonizada por los actores Sancho Gracia y Carmen Maura, se basa en una idea original del propio director que surgió tras asistir a un espectáculo para turistas en Almería.
Presentado en el Festival de Cine de Sitges en 2002, la película es una comedia homenaje a los Spaghetti Western rebautizados como Marmitako Westerns por el propio director.

## Sinopsis
Ambientada en un antiguo poblado en el que se rodaban spaghetti westerns del desierto de Almería y en que ahora se dan espectáculos para turistas, vive Julián Torralba (Sancho Gracia), como líder de un grupo de actores que resignadamente se ganan la vida añorando un pasado mejor. La llegada de un niño, Carlos (Luis Castro), quien asegura ser el nieto de Julián, altera la rutinaria vida de todo el mundo.

## Curiosidades
- Se basa en una idea del propio director y de su guionista habitual, Jorge Guerricaechevarría, que les surgió tras ver un espectáculo para turistas en Almería, donde se encontraban buscando exteriores para "Fu manchú".
- Es un homenaje a los spaghetti westerns rebautizados como marmitako westerns.
- El personaje de "Julián" (Sancho Gracia) se inspira muy claramente en una serie de anécdotas reales de la biografía del actor Aldo Sambrell, un asiduo del Spaghetti Western almeriense.
- Para las escenas finales se intentó contar con la presencia de Clint Eastwood, protagonista de varios de los spaghetti westerns que se rodaron en Almería.
- Está rodada en el desierto de Tabernas, en Almería.
- De la Iglesia pensaba que ésta iba a ser una película barata, pero al final costó un poco más de lo que pensaba. Según Sancho Gracia, protagonista de la cinta: "Yo le decía 'Álex que te vas a arruinar' y el me decía que sí, que se iba a arruinar, pero que iba a hacer la película que a él le daba la gana".
- La película le otorgó, 15 años después de su estreno, a Alex de la Iglesia, una estrella en el recién inaugurado paseo de la fama de Almería, donde se encuentran estrellas dedicadas a las personalidades que contribuyeron a la historia cinematográfica de la región.[2]

## Premios
- Premio Goya 2002: Mejor actor (Sancho Gracia) y mejores efectos especiales.
- Dos candidaturas adicionales a los Goya 2002: Mejor música original y mejor montaje.

## Lugares de rodaje

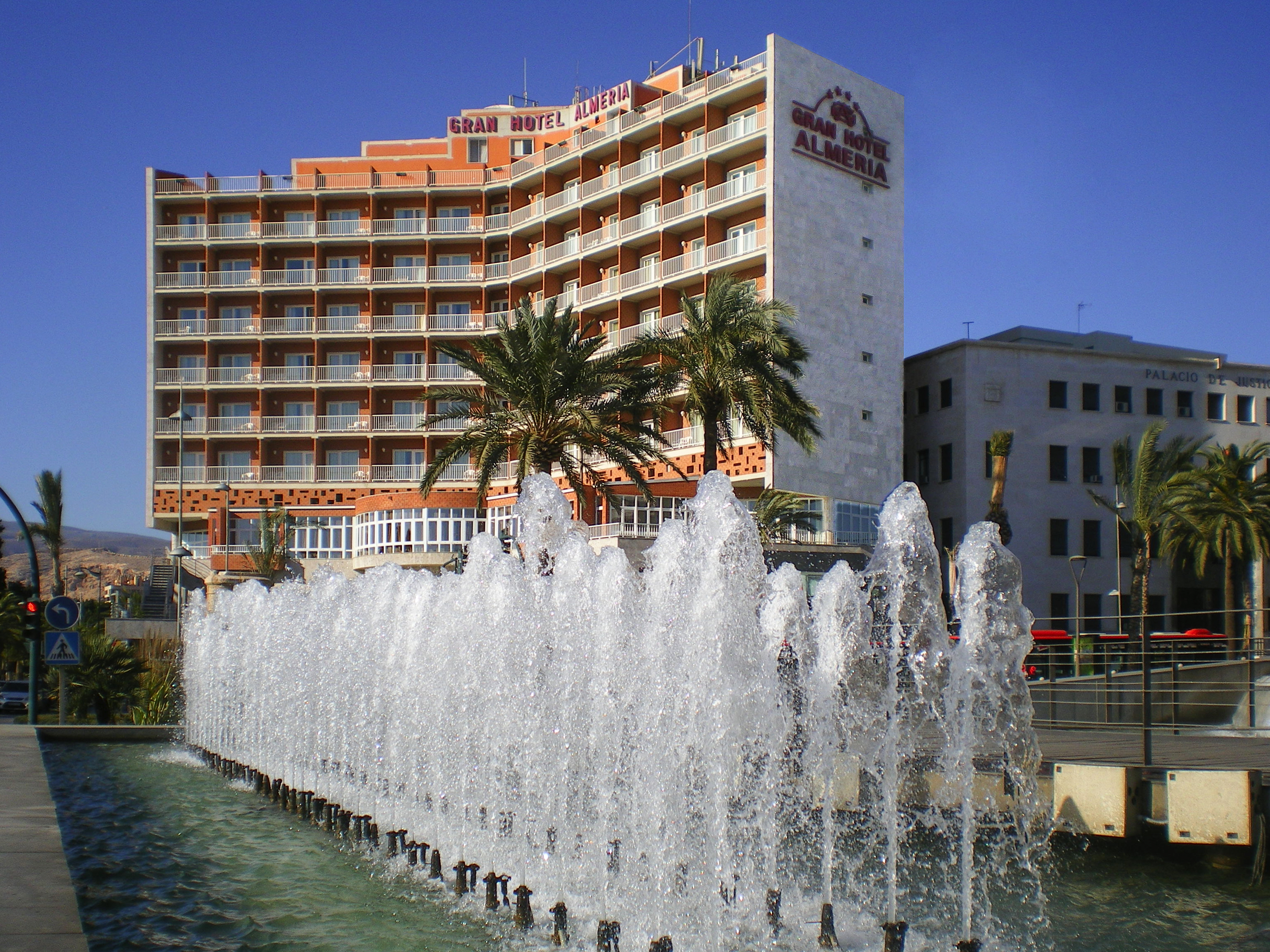
Una escena se rodó en la calle frente al Gran Hotel Almería.
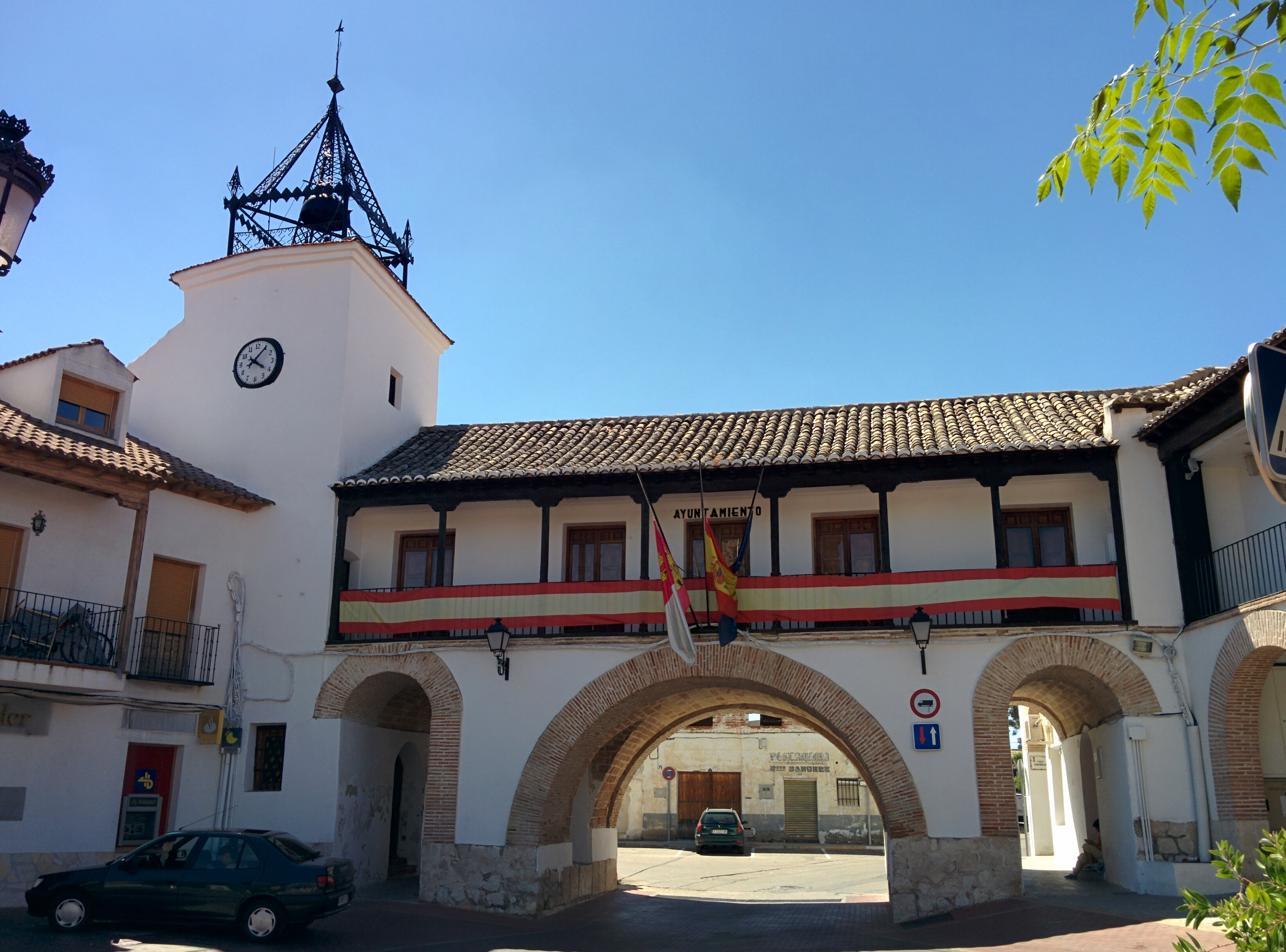
Casa consistorial de Borox (provincia de Toledo)